# Mastif neapolitański
Mastif neapolitański (oryginalna nazwa mastino napoletano) – rasa psa zaliczana do grupy molosów w typie mastifa (typ dogowaty), wyhodowana we Włoszech do walk z psami i jako pies stróżujący. Współcześnie jest użytkowany jako pies stróżujący, obronny i pies-towarzysz.

## Rys historyczny
Niemiecki Klub Molosów prezentuje mastifa neapolitańskiego jako „prastarą rasę psów hodowaną w rejonach Wezuwiusza, przez tamtejszych chłopów”. Klub przyjmuje, że psy tej rasy są potomkami dawnych bojowych psów rzymskich. Prócz pełnienia funkcji psa bojowego, służyły także jako psy służbowe i pociągowe. Z określeniem „prastara rasa” polemizuje Hans Räber, wskazując na brak jakichkolwiek wcześniejszych wzmianek o tym psie u dawnych kynologów tj: Strebel, Beckmann, Shaw, czy Zimmermann, autor „Lexikon der Hundefreunde”. Po raz pierwszy mastif neapolitański zaistniał na wystawie psów w Mediolanie w 1914 roku. Zaprezentowano tam jednego psa o imieniu Drago, którego właściciel, Mario Monti, określał jako mastino italiano. W tym okresie nie istniał wzorzec psa określanego w ten sposób, chociaż sam Monti jak i Hauck (autor pozycji o rzadkich rasach psów) zaliczali psy z południowej części Włoch nazywane psami korsykańskimi jak i mastino napoletano do tzw. „psów rzeźnickich opisywanych już w 1550 roku”. Zastrzegali także, że psy te nie prezentują ujednoliconego typu.
Planowa hodowla rozpoczęła się w 1947 roku.

## Etymologia nazwy rasy
Nie ma zgodności co do pochodzenia nazwy rasy i istnieją różne jej wersje. Jedna z nich tłumaczy, że nazwa ta powstała od słowa pochodzenia celtyckiego mast-tuin, oznaczającego pilnowanie domu. Według Diany Hornik (Sprawozdanie o molosach 1/88) nazwa mastino napoletano powstała od włoskiego tematu mast (pierwotna forma mast dostała się do Francji, Hiszpanii i Anglii wraz z Rzymianami) oznaczającego obwarowane miejsce. Doktor Albrecht, na którego powołuje się Strebel, wychodził z założenia, że formą podstawową jest łacińskie mixitivus oznaczającego mieszańca, lub według Reula (w „Les races des chiens” 1891–1994) massatinus oznaczającego domowy.

## Klasyfikacja FCI
W klasyfikacji FCI rasa ta została zaliczona do grupy II – Pinczery, sznaucery, molosy i szwajcarskie psy do bydła, sekcja 2.1 – Molosy w typie mastifa. Nie podlega próbom pracy.

## Wygląd

Głowa Mastino Napoletano

### Budowa
Wrażenie ogólne : Duży pies o masywnej i krępej budowie, długości tułowia o 10% większej od wysokości w kłębie. Proporcje długości czaszki do długości kufy wynoszą 2:1.

### Szata i umaszczenie
Skóra gruba, obfita i luźna na całym ciele, szczególnie na głowie, gdzie tworzy liczne fałdy i zmarszczki i na spodniej części szyi, gdzie tworzy podwójne podgardle.
Włos krótki i twardy, gęsty, wszędzie tej samej długości, jednolicie gładki, cienki – długości nie większej niż 1,5 cm. Nie może wykazywać tendencji do tworzenia się frędzli.
Umaszczenie: Kolory preferowane: szary, ołowiano-szary i czarny, ale także brązowy, płowy i intensywnie płowy (czerwień jelenia), czasami występują małe, białe znaczenia na piersi i końcach palców. Wszystkie te kolory mogą być pręgowane; dopuszczalne jest umaszczenie orzechowe, gołębie (jasnoszare) i izabelowate.

## Zachowanie i charakter
Psy tej rasy są łagodne i zrównoważone, ale sprowokowane walczą bezkompromisowo.
Nawet jeżeli są wychowywane konsekwentnie i z intuicją, nigdy nie będą wybitnie posłuszne. Czujne, zwinne, szybkie. U niektórych osobników może powstać problem z odpowiednim wychowaniem.

## Użytkowość
Psy pasterskie, ale przede wszystkim stróżujące, o wrodzonym instynkcie obronnym.

## Zdrowie i pielęgnacja
Pies ten wymaga czasochłonnej hodowli, uciążliwe może również być obfite ślinienie. Według Orthopedic Foundation for Animals, około 44% osobników tej rasy zapada na dysplazję stawu biodrowego, co czyni je czwartą ze 173 ras, która najczęściej zmaga się z tym schorzeniem..

## Popularność
W Polsce rasa jest rzadko spotykana.